# Robert Beugré Mambé
Robert Beugré Mambé (født 1. januar 1952) er en ivoriansk civilingeniør og politiker som har været Elfenbenskystens premierminister siden 18. oktober 2023. Fra 2011 til 2023 var han guvernør for det autonome distrikt Abidjan.
Beugré Mambé blev født i Abiaté i udkanten af Abidjan. Efter en matematisk og teknisk studentereksamen studerede han til ingeniør fra 1971 til 1976. Herefter fik en ph.d i Paris med støtte fra Den Europæiske Udviklingsfond. Han var ansat i Elfenbenskystskystens statsadministration og arbejdede i flere ministerier i en årrække.
Beugré Mambé var formand for Elfenbenskystens valgkommission fra 2005 til 2010. Han blev udnævnt til guvernør for det autonome distrikt Abidjan i april 2011. Han stod for organiseringen af Jeux de la Francophonie i 2017 i Abidjan. I februar 2022 blev han af præsident Alassane Ouattara udnævnt til nr. 3 i Elfenbenskystens regerende parti, Rassemblement des Houphouétistes pour la Démocratie et la Paix (RHDP).
Den 16. oktober 2023 blev han udnævnt til premierminister i Elfensbenskysten. Hans regering blev præsenteret 17. oktober. Beugré Mambé overtog selv området som sportsminister – 3 måneder før Elfensbenskysten er vært for Africa Cup of Nations 2023.
Beugré Mambé er gift og har 4 børn.